# フレディ・ロカ
フレディ・アンドレス・ロカ・ビバンコス（Ferddy Andrés Roca Vivancos, 2000年3月24日 - ）は、ボリビア・サンタクルス県サンタ・クルス・デ・ラ・シエラ出身のサッカー選手。マルベジャFC所属。ポジションはFW。

## クラブ経歴
2017年にオリエンテ・ペトロレロのトップチームに昇格。8月25日のザ・ストロンゲスト戦でプロデビュー。2019年12月25日のCDグアビラ戦で、プロ初ゴールを含む2ゴールを記録した。
2020年9月26日、マルベジャFCと契約した。

## 代表歴
2017年にチリで開催された南米U-17選手権に、U-17ボリビア代表で出場。代表はグループリーグ敗退に終わる中、第3戦のコロンビア戦で2ゴールを決めた。